# 哈達德
在托爾金（J. R. R. Tolkien）的小說裡，哈達德（Haldad）是一個虛構角色，他是哈拉丁族（Haladin）的首個領袖。
哈達德是哈達爾（Haldar）及哈麗絲（Haleth）的父親。
哈達德滿有領導能力且勇敢無畏，以往哈拉丁族住在薩吉理安（Thargelion），不為諾多族（Noldor）的皇室效力，亦互不團結合作、散落各處。但當魔苟斯（Morgoth）派遣半獸人襲擊哈拉丁族時，睿智的哈達德組織和帶領生還者逃到阿斯卡河（Ascar）及吉理安河（Gelion）的夾角處，並建造了一個寨砦抵擋敵人。半獸人圍攻寨砦，長期圍困下守軍缺糧，哈達德遂率領一次突圍反攻，結果戰死。他的兒子哈達爾在保護父親遺體時也戰死。
哈德達身亡並非白費努力，在哈麗絲團結下哈拉丁族捱過飢餓與圍困。半獸人在接近勝利之際，卡蘭希爾（Caranthir）率軍南下殲滅了入侵的半獸人，拯救了哈拉丁一族。

## 哈拉丁族首領
```
                       '
哈達德'

                           |
                      ----------
                      |         |
                  
哈達爾
       
哈麗絲

                      |
                  
哈丹

                      |                     
                  
哈米爾

                      |
                  ---------------------------------------------------
                  |             |             |                      |
  　
葛羅瑞希爾
 = 
哈迪爾
   　　  
肯達爾
     　　 
哈瑞絲
 = 
高多
     　　　 
希瑞爾

             　     |             |
         　     
韓迪爾
          
肯達德

           　       |             |
               
布蘭迪爾
         
哈丁
```

粗體代表哈拉丁族的首領。